# Toxeus (syn Oinea)
Toxeus (starořecky Τοξεύς, latinsky Toxeus) je v řecké mytologii syn kalydónskeho krále Oinea a jeho manželky Althaie.
O Oineovom synovi Toxeovi je z antiky znám pouze záznam od Apollodora z Athén, který uvádí, že měl bratry Meleagra, Thyrea a Klymena a sestry Gorge a Déianeiru.
Zemřel rukou vlastního otce, když s pohrdáním přeskočil obranný příkop, který nechal otec vyhloubit kolem Kalydónu.